# تيم نيس
تيم نيس (بالألمانية: Tim Nees)‏ (و. 1971  م) هو لاعب كرة سلة، وbasketball assistant coach ‏ ألماني، ولد في دارمشتات، شارك في بطولة أمم أوروبا لكرة السلة 1997، وبطولة أمم أوروبا لكرة السلة 1999، مركز لعبه هو وسط.

## روابط خارجية
- تيم نيس على موقع الاتحاد الدولي لكرة السلة (الإنجليزية)
- تيم نيس على موقع كرة السلة الأوروبية.كوم (الإنجليزية)
- تيم نيس على موقع ريلجم (الإنجليزية)
- تيم نيس على موقع بروبوليرز (الإنجليزية)
- تيم نيس على موقع سبورتس رفرنس (الإنجليزية)